# Licor Beirão
O Licor Beirão é um licor típico de Portugal, em particular da região da Beira.
A sua produção teve início no século XIX, na vila da Lousã, com base em diversas plantas - entre as quais a menta, a canela, o eucalipto, o alecrim, a alfazema, a hortelã e o cardamomo - e sementes aromáticas, submetidas a um processo de dupla destilação. O produto assim obtido apresenta uma tonalidade de topázio transparente, de sabor doce.

É normalmente consumido como digestivo, simples ou com gelo; além de poder ser utilizado no preparo de cocktails como o Morangão e o Caipirão, sendo este último uma variante da tradicional caipirinha. Desde 2008, é a bebida espirituosa mais consumida em Portugal.

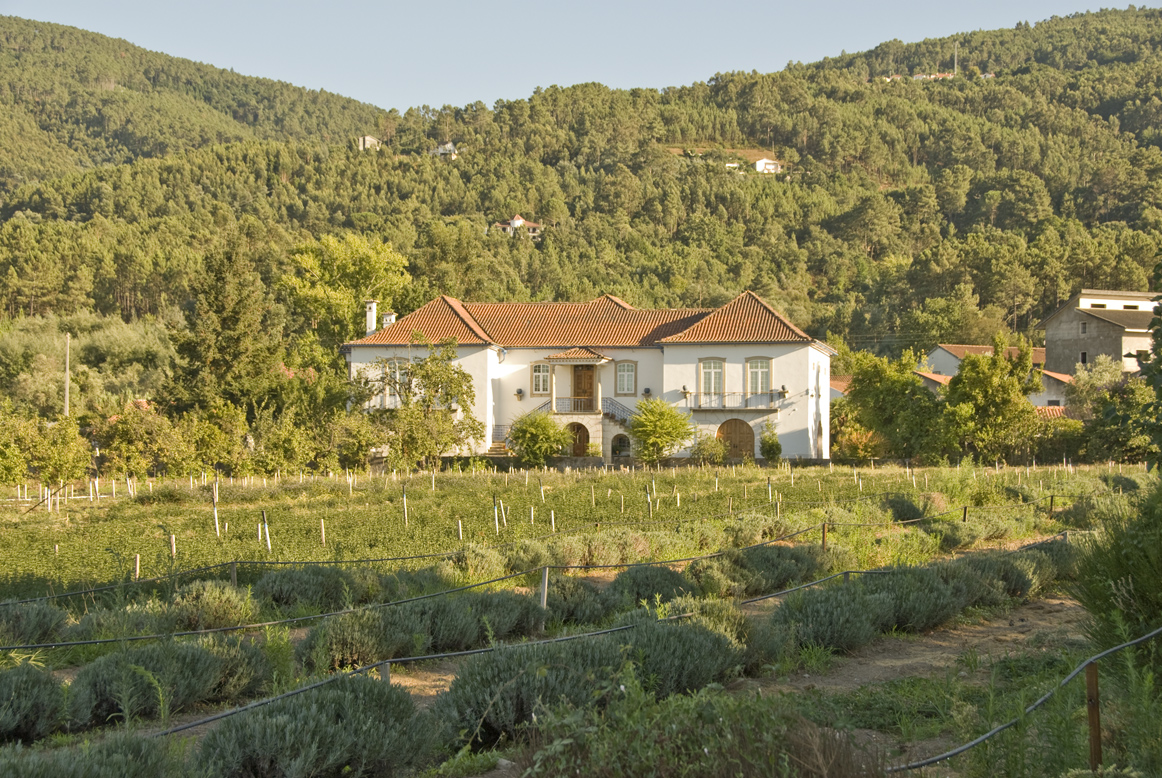
Quinta do Meiral

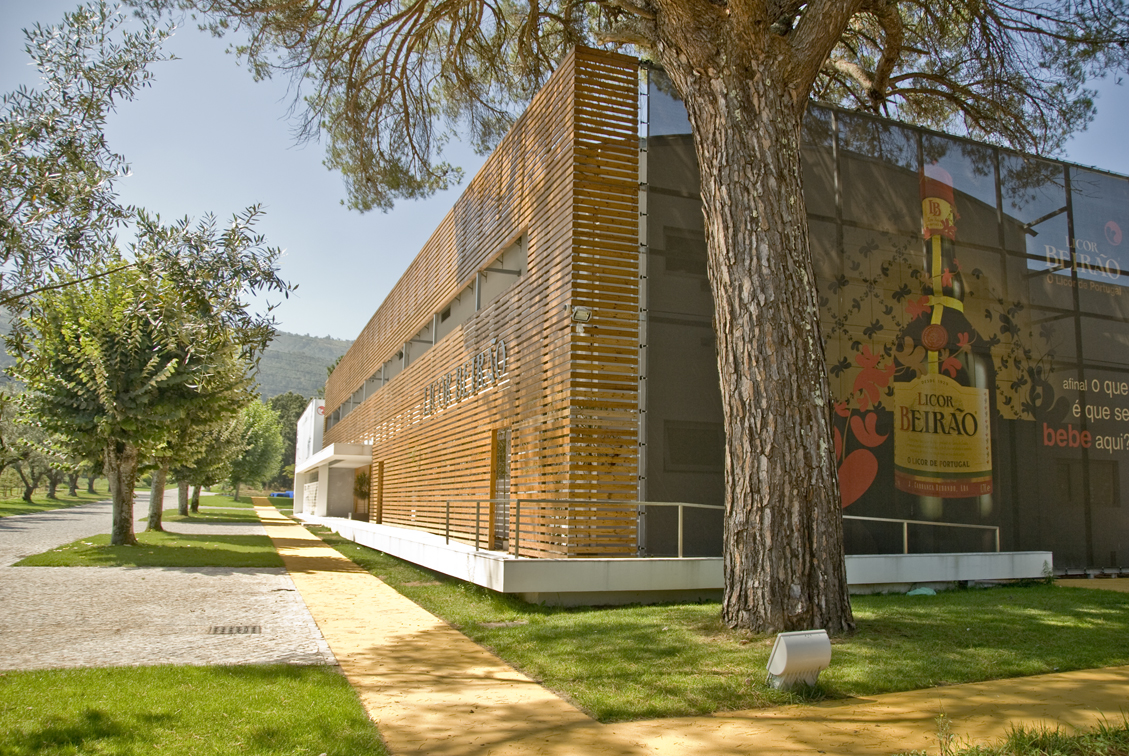
Fábrica do Licor Beirão

## Processo de fabrico
É produzido na quinta do Meiral, segundo uma formula secreta original, por uma dupla destilação de 13 sementes aromáticas, plantas e especiarias.[carece de fontes?]
As plantas e especiarias são colocadas em álcool, e permanecem em maceração por um período mínimo de 20 a 25 dias. O resultado desta maturação depois é duplamente destilado em alambiques de cobre. É também utilizado um aroma produzido localmente, ao qual se chama alcoolato. Depois de fabricado o alcoolato, este é misturado em depósitos com o álcool, o açúcar e a água.
Depois de engarrafado, o Licor Beirão é expedido para Portugal e para os mercados estrangeiros, que representam cerca de 25% da fatia de vendas.

## Quinta do Meiral
Comprada por José Carranca Redondo em 1970, a Quinta do Meiral é propriedade da família Redondo, sede e fábrica do Licor Beirão e, também, a residência da família. Conta com uma área de mais de 12 hectares, na qual são produzidos alguns dos ingredientes usados na receita – como a alfazema e a menta.

## Publicidade

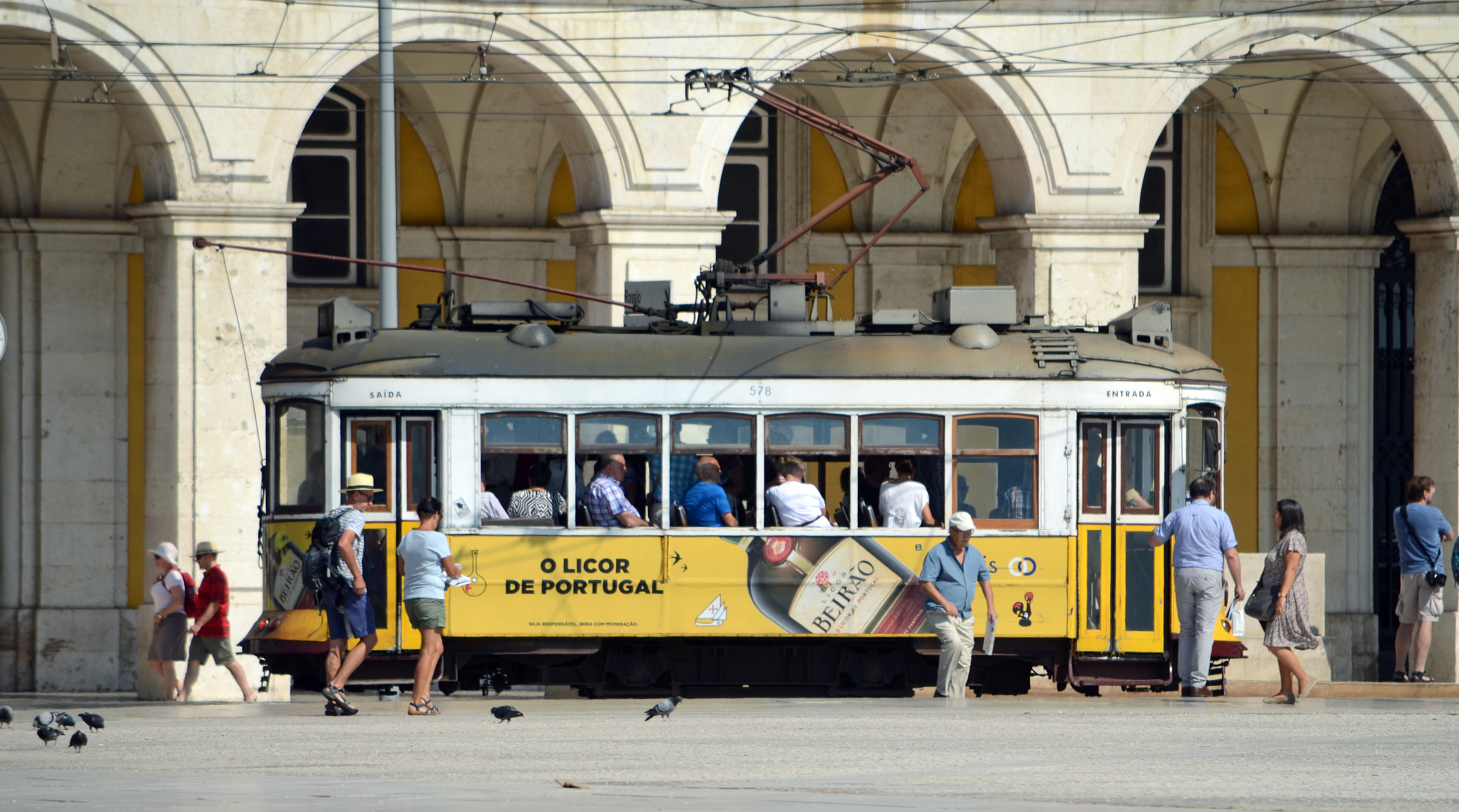
Publicidade em eléctrico em Lisboa

Nos anos de 1940, 1950 e 1960, uma campanha massiva nas estradas e cafés de Portugal deu a conhecer o Licor Beirão à maioria dos portugueses. Nas estradas, durante a década de 1950, foram colocados painéis em diversas curvas perigosas, publicitando o licor.
Na década de 1960, o licor foi publicitado na imprensa com o slogan "Licor Beirão – O Beirão de quem se gosta".